# 1958 no Brasil
Esta é uma cronologia dos fatos acontecimentos de ano 1958 no Brasil.

## Incumbentes
- Presidente do Brasil -  Juscelino Kubitschek (31 de janeiro de 1956 - 31 de janeiro de 1961)

## Eventos
- Inicia a construção da Usina Hidrelétrica de Furnas, em Minas Gerais.
- 16 de janeiro: Um objeto voador não-identificado é visto pela tripulação do navio Almirante Saldanha, da Marinha Brasileira, no chamado Caso da Ilha da Trindade.
- 25 de janeiro: Presidente Juscelino Kubitschek inaugura oficialmente o primeiro reator nuclear do Brasil e da América Latina, chamado de IEA-R1 em São Paulo.[1]
- Abril - Após os incidentes durante a viagem do vice-presidente americano Richard Nixon pela América do Sul, JK troca cartas com o Presidente americano Dwight D. Eisenhower dando início a criação da Operação Pan-americana.[2]
- 19 de abril — Criação da Arquidiocese de Aparecida pelo Papa Pio XII.
- 8 de maio: Uma colisão entre dois trens elétricos ocorre na cidade do Rio de Janeiro, deixando mais de 300 mortos.[3]
- 24 de Junho - É nomeado Lucas Lopes, novo Ministro da Fazenda, que implantou o Plano de Estabilização Monetária (PEM), que visava estabilizar a inflação, atendendo a exigências do FMI para a aquisição de um empréstimo de 300 milhões, para manter as obras de construção de Brasília.[4]
- 29 de junho: A Seleção Brasileira conquista o primeiro título da Copa do Mundo de Futebol ao derrotar a Seleção Sueca por 5 a 2 em Estocolmo, a capital sueca.[5]
- 30 de junho: É inaugurado a residência oficial do presidente do Brasil, o Palácio da Alvorada, em Brasília.[6]
- 14 de julho: Aída Curi, a estudante de 18 anos, é jogada do 12° andar do edíficio da Avenida Atlântica pelos rapazes no bairro de Copacabana, Rio de Janeiro.[7]
- 3 de outubro: São realizadas as eleições gerais diretas para os governos estaduais, o Senado Federal, a Câmara dos Deputados e as assembleias legislativas.[8][9]
- 24 de Dezembro - A inflação fecha o ano em 24,39%, segundo IGP-DI calculada pela FGV.[10] Sancionado decreto nº 45.106-A, que aumenta em mais de 50% o salário mínimo a partir do próximo ano.[11]

## Nascimentos
- 1 de janeiro
  - Eduardo Dussek, compositor, cantor e ator.
  - Nardela, ex-futebolista.
- 6 de janeiro: Cássia Kis Magro, atriz.
- 11 de janeiro
  - Gil Jardim, músico.
  - Ruy de Queiroz, matemático.
- 28 de janeiro: Maitê Proença, atriz.
- 8 de fevereiro: Marina Silva, política.
- 16 de fevereiro: Oscar Schmidt, ex-jogador de basquetebol.
- 20 de março: Edson Celulari, ator.
- 4 de abril: Cazuza, músico. (m. 1990)
- 30 de maio: Eduardo Bueno, jornalista.
- 31 de agosto: Eduardo Lago, ator.
- 31 de outubro: Sidney Rezende, jornalista.

## Mortes
- 19 de janeiro: Cândido Rondon, militar e sertanista (n. 5 de maio de 1865).
- 16 de junho: Nereu de Oliveira Ramos, 20° presidente do Brasil (n. 3 de setembro de 1888).